# Atak nożownika w Mannheimie
Atak nożownika w Mannheimie – atak nożownika który miał miejsce 31 maja 2024 roku w mieście Mannheim w Niemczech.

## Przebieg
Ruch Pax Europa zorganizował wiec na rynku w niemieckim mieście Mannheim. Michael Stürzenberger, antyislamski niemiecki aktywista miał wygłosić przemówienie. Na poprzednich zgromadzeniach Stürzenberger wzywał do utworzenia obozów w Niemczech na wzór obozów reedukacyjnych w Sinciangu oraz porównywał świętą księgę islamu do książki Mein Kampf określając ją „najniebezpieczniejszą księgą na świecie”.
Atak nożownika rozpoczął się o godzinie 11:30 podczas gdy Stürzenberger prowadził transmisję na żywo. Nagranie ukazywało mężczyznę, który atakuje grupę ludzi przy pomocy noża. Kilku przechodniów próbowało powstrzymać sprawcę, lecz udało mu się uciec i napadł losową osobę. Następnie sprawca dźgnął policjanta nożem w szyję, po czym został postrzelony przez innego funkcjonariusza.

## Sprawca
Według informacji sprawcą ma być 25 letni uchodźca z Afganistanu Sulaiman Ataee, pochodzący z Heratu, mieszkający w Niemczech od 2013 roku. W chwili ataku mieszkał w Heppenheim, mieście znajdującym się 30 kilometrów od miejsca ataku. Niemiecki tygodnik Der Spiegel stwierdził, że atak miał motyw islamistyczny. Śledczy z Badenii-Wirtembergii poinformowali, że wydano nakaz aresztowania nożownika w związku z podejrzeniem usiłowania zabójstwa oraz że przeszukano jego mieszkanie.

## Ofiary
Stürzenberger został dźgnięty nożem w twarz i nogę a następnego dnia poinformował, że przeszedł operację.
Ranny policjant, 29 letni Rouven L. został wprowadzony w stan śpiączki farmakologicznej oraz został poddany operacji. 2 czerwca poinformowano, że w wyniku odniesionych obrażeń policjant zmarł.